# Hiddessen (Adelsgeschlecht)

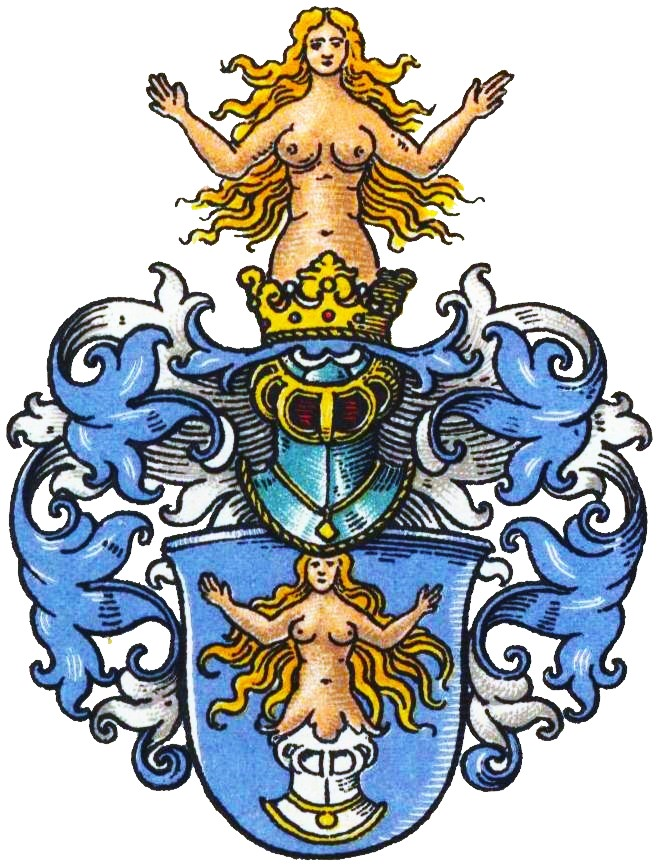
Wappen derer von Hiddessen im Wappenbuch des Westfälischen Adels

Hiddessen (auch Hidessen) ist der Name einer westfälischen Patrizierfamilie. Sie stammt möglicherweise aus dem Ort Hiddesen bei Detmold. Seit dem 13. Jahrhundert sind Familienmitglieder in Führungspositionen in Warburg zu finden. Ihr Wappen wurde am 13. Dezember 1610 durch Kaiser Matthias bestätigt.

## Geschichte
Konrad von Hiddessen war 1260 Ratsherr der Warburger Neustadt.
Hermann III. von Hiddessen, Bürger zu Warburg, kaufte 1328 von Conrad Schulteten von Calenberg 1/8 Zehnten zu Hohenwepel und 1358 dessen ganzen Anteil an diesem Zehnten. Er war verheiratet mit Anna von Nedere.
Hermann IV. von Hiddessen wurde 1363 von den von Marschall mit 1/4 Zehnten zu Wigermissen belehnt. 1372 war er Provisor des Hospital zu Warburg. Unter den Ratsherren wurde er 1376 „senior“ genannt. 1388 war er tot.
Margarethe von Hiddessen wurde um 1385 als Frau Gottfried von Ossendorfs genannt.
Hermann V. von Hiddessen (1375-1412) war mit Meta von Schultete von Calenberg verheiratet.
Hermann VI. von Hiddessen († nach 1447), ihr Sohn, war 1434 Ratsherr der Warburger Altstadt. Er gehörte zu den Unterzeichnern der Vereinigungsvertrages von Altstadt und Neustadt von 1436 und wurde in den gemeinsamen Rat gewählt. 1447 und 1472 trat er als Zeuge auf. 1480 wurde er von den Erben der von Schultete mit 1/4 Zehnten von Hohenwepel, 21 Morgen vor Warburg und 1/2 Bauhof zu Lütgeneder belehnt.
Hermann VIII. von Hiddessen gehörte mit seinem Bruder Anton zu den Testamentsvollstreckern des Cord von Räuber.
1531 waren Familienangehörige Mitglieder der Warburger Kalandsbruderschaft.
Heinrich von Hiddessen heiratete 1570 Maria Nabercord und wurde Bürgermeister. Das Paar hatte zwei Söhne, Rudolf und Johannes.

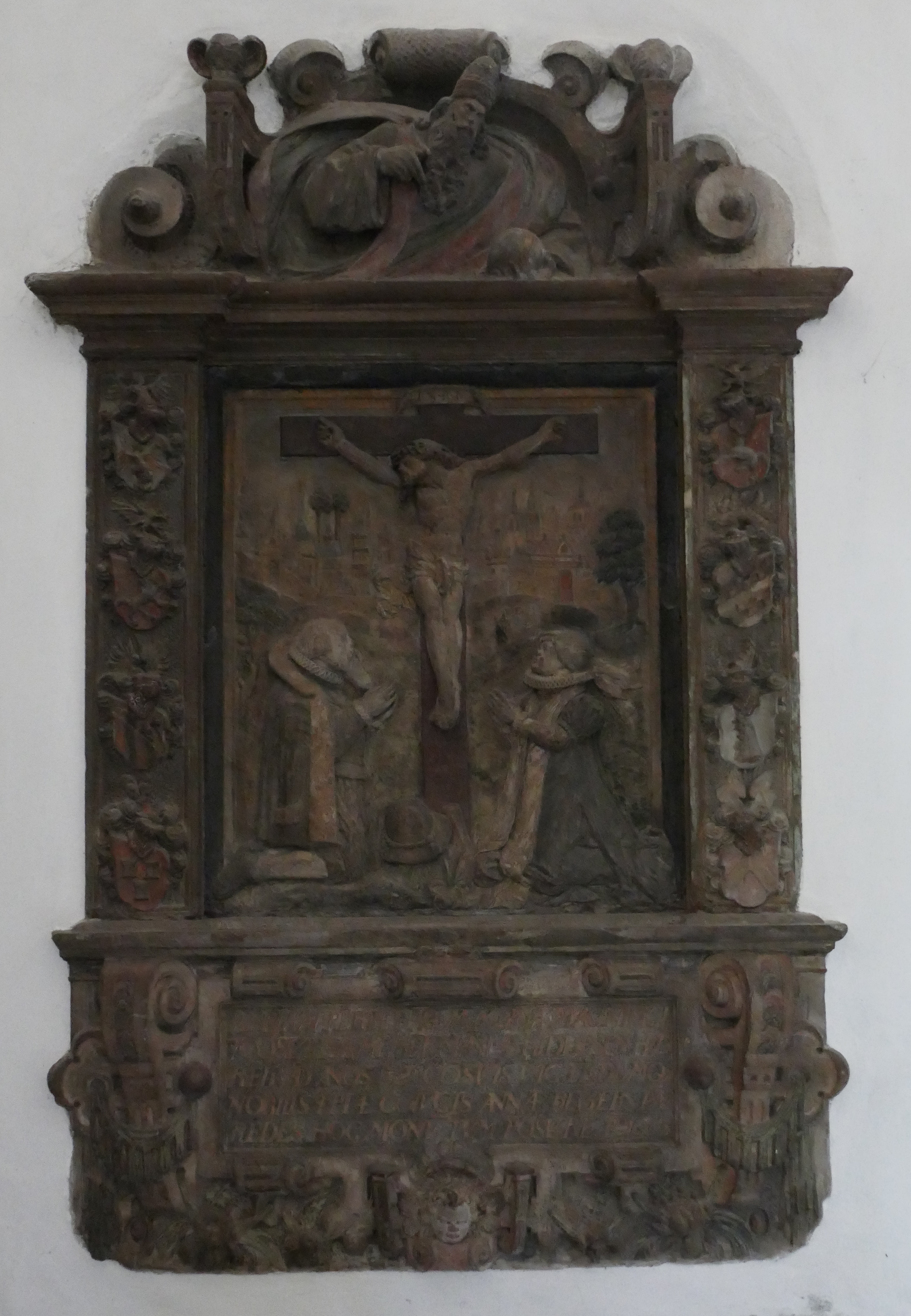
Epitaph von Hermann IX.

Hermann IX. von Hiddessen, wahrscheinlich ein Bruder des vorgenannten Heinrich, war mit Anna Räuber verheiratet. Spätestens ab 1571 war er Ratsherr und wurde 1578 als Zeuge erwähnt. 1585, zur Zeit der Reformation in Warburg, erwarb ein Bürgermeister Hiddessen den in der Unterstraße 74 gelegenen Steinhof des Paderborner Benediktinerklosters Abdinghof. Ob es sich dabei um Hermann oder Heinrich handelte, ist offen. 1603 starb Hermann von Hiddessen und wurde in oder an der Neustädter Pfarrkirche begraben. Sein Epitaph befindet sich noch heute im rechten Querschiff neben dem Südportal und trägt unter einer Kreuzigungsszene folgende Inschrift: „AD PIAM PERPETVAMQUE MEMORIAM MAGNIFICI ET CONSVLTISSIMI HERMANI AB HIDDESEN HAL REIP AD ANNOS 32 CONSVLIS VIG. ELDEM NOBILIS ET PIAE CONIUGIS ANNAE RAEVBERS HAEREDES HOC MONVUMENTVM POSVERE ANNO 1603“ (Zur frommen und ewigen Erinnerung an den großartigen und sehr erfahrenen Hermann von Hiddessen, der 32 Jahre wachsamer Ratsherr war, und seiner ehrbaren und frommen Gattin Anna Räuber haben die Erben im Jahr 1603 dieses Monument setzen lassen).
Rudolf von Hiddessen († 1639), möglicherweise Sohn des vorgenannten Heinrich, war Licentiat beider Rechte, Protonotarius Apostolicus, Burggraf, Propst zu Nordhausen, Canonicus und Scholaster zu Hildesheim, kurkölnischer geistlicher Rat und kurmainzischer Geheimer Rat. Als "kurmainzischer Commissar auf dem Eichsfeld" führte er das Eichsfeld, insbesondere die Ämter Lindau und Gieboldehausen, zum katholischen Glauben zurück. 1616 ließ er in der Propsteikirche zu Heiligenstadt eine Statue des Apostels Johannes errichten mit der Inschrift: „RUDOLPHUS AB HIDDESSEN FIERI FECIT 1612“. Sein Bruder Johannes von Hiddessen wurde Kommandeur der Leibwache General Tillys im Dreißigjährigen Krieg. Er wurde in der Neustädter Kirche in Warburg begraben, seine Grabplatte ist noch erhalten.
Heinrich von Hidessen, Doktor beider Rechte, war kurmainzischer Amtmann zu Lindau und Gieboldehausen in Nachfolge Rudolfs.
Hermann Christoph von Hidessen (* 1639) war kurmainzischer Hofrat.

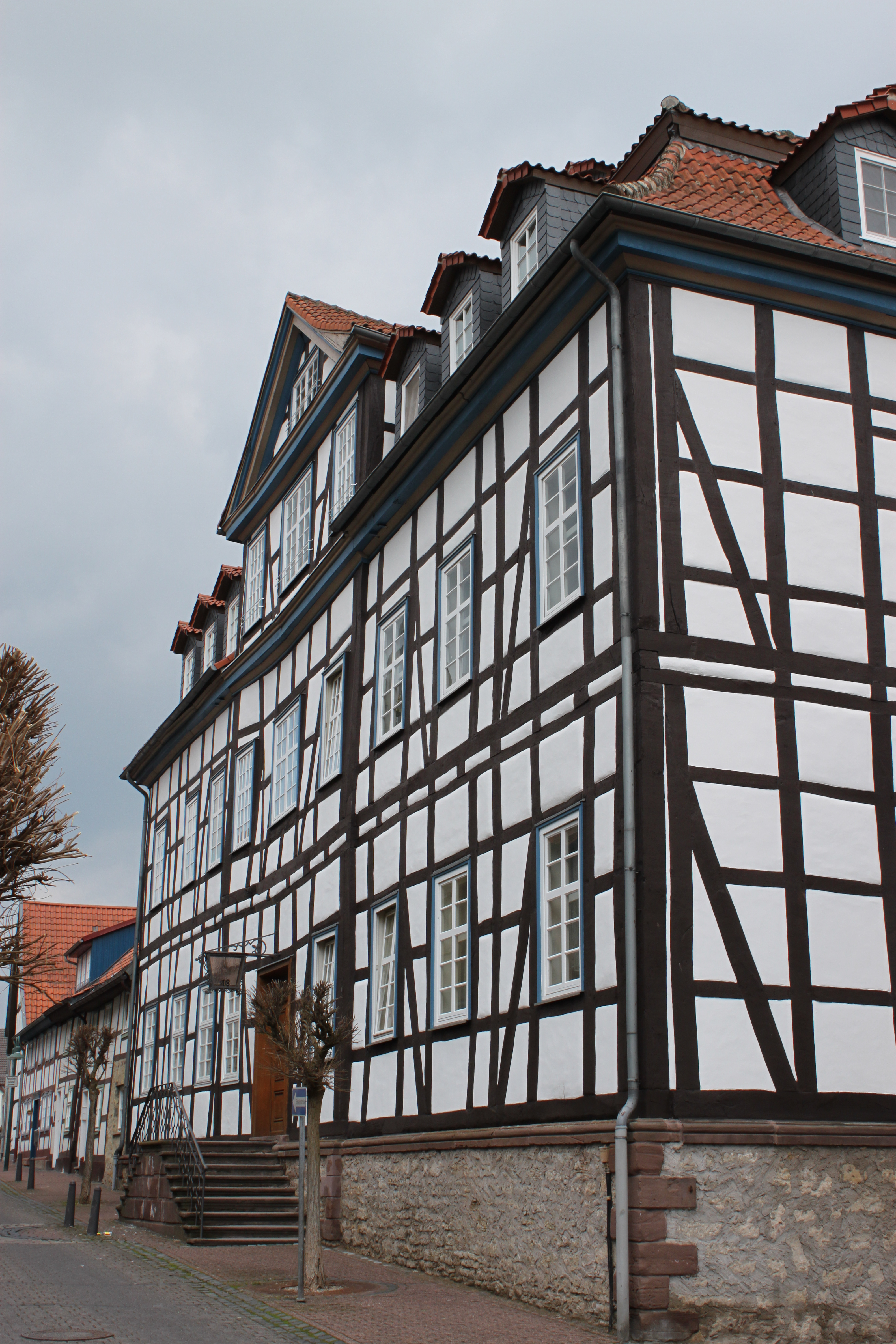
Der Hiddessen-Hof in Warburg (von 1750)

Im 18. Jahrhundert gehörte die Familie zu den vermögenden Großgrundbesitzern in der Warburger Feldmark und hatte auch Lehnsgüter in anderen Orten des Kreises. Sie besaß immer noch den 1585 erworbenen ehemaligen Klosterhof des Paderborner Abdinghofklosters in der Unterstraße 74. Zudem ließ sich ein Familienzweig um 1750 ein noch heute bestehendes barockes Stadtschloss, den "Hiddessenhof", in der Unterstraße 18 errichten.
Petrus Ignatius von Hiddessen († 1787) erwarb 1748 für 700 Taler mit Genehmigung der fürstbischöflichen Regierung von Paderborn das erbliche Go- und Freigrafenamt. Sein Bruder Otto von Hiddessen, der Vikar der Warburger Neustadt war, übernahm von der Kalandsbruderschaft deren Gebäude in Warburg, den Romhof. Die Bruderschaft behielt sich aber die Nutzung des Speicherraumes, dem Kalandsboden, vor. Während des Siebenjährigen Krieges ereignete sich der Tumult um den Romhof. Petrus Ignatius von Hiddessen hatte in der Notzeit Mehl aufgekauft und auf dem Kalandsboden gelagert, um es nach auswärts zu einem höheren Preis weiter zuveräußern. Als dieses der hungernden Bevölkerung bekannt wurde, stürmte eine erregte Volksmenge das Haus und erbeutete die Vorräte. Die Erben Otto von Hiddessens verkauften den Romhof an die preußische Regierung.
Wilhelm Franz von Hiddessen (1768–1853) erbte 1787 das Freigrafenamt in Warburg und übte es – da er noch sein Studium abschließen musste – ab 1796 aus. 1803 bis 1807 war er Königlich Preußischer Justiz- und Polizeidirektor in Warburg, 1808 bis 1813 Mairie von Stadt und Kanton Warburg und Mitglied der Reichsstände des Königreichs Westphalen. 1817 bis 1830 war er Landrat des Kreises Warburg und gleichzeitig Warburger Bürgermeister.
Wilhelm Otto von Hiddessen (1797–1890), sein Sohn, war 1831–1840 Landrat des Kreises Warburg. Aufgrund mangelhafter Amtsführung wurde er 1840 vom Amt suspendiert. 1847 wurde ein Verfahren zur unfreiwilligen Zwangspensionierung gegen ihn eingeleitet und eine Zwangsversteigerung seines Vermögens, das 1839 noch unter anderem aus 250 Morgen Ackerland bestanden hatte, beantragt. Er zog danach nach Paderborn und verbrachte dort seinen Lebensabend.

## Wappen
Das Wappen zeigt in Blau aus einem silbernen Spangenhelm wachsend eine Seejungfrau mit erhobenen Armen und fliegendem Haar. Auf dem Helm mit blau-silbernen Decken die wachsende Seejungfrau.

## Weitere Namensträger
- Ferdinand von Hiddessen (1887–1971), Pilot, Politiker und Reichstagsabgeordneter.